# Fiskarbyxor

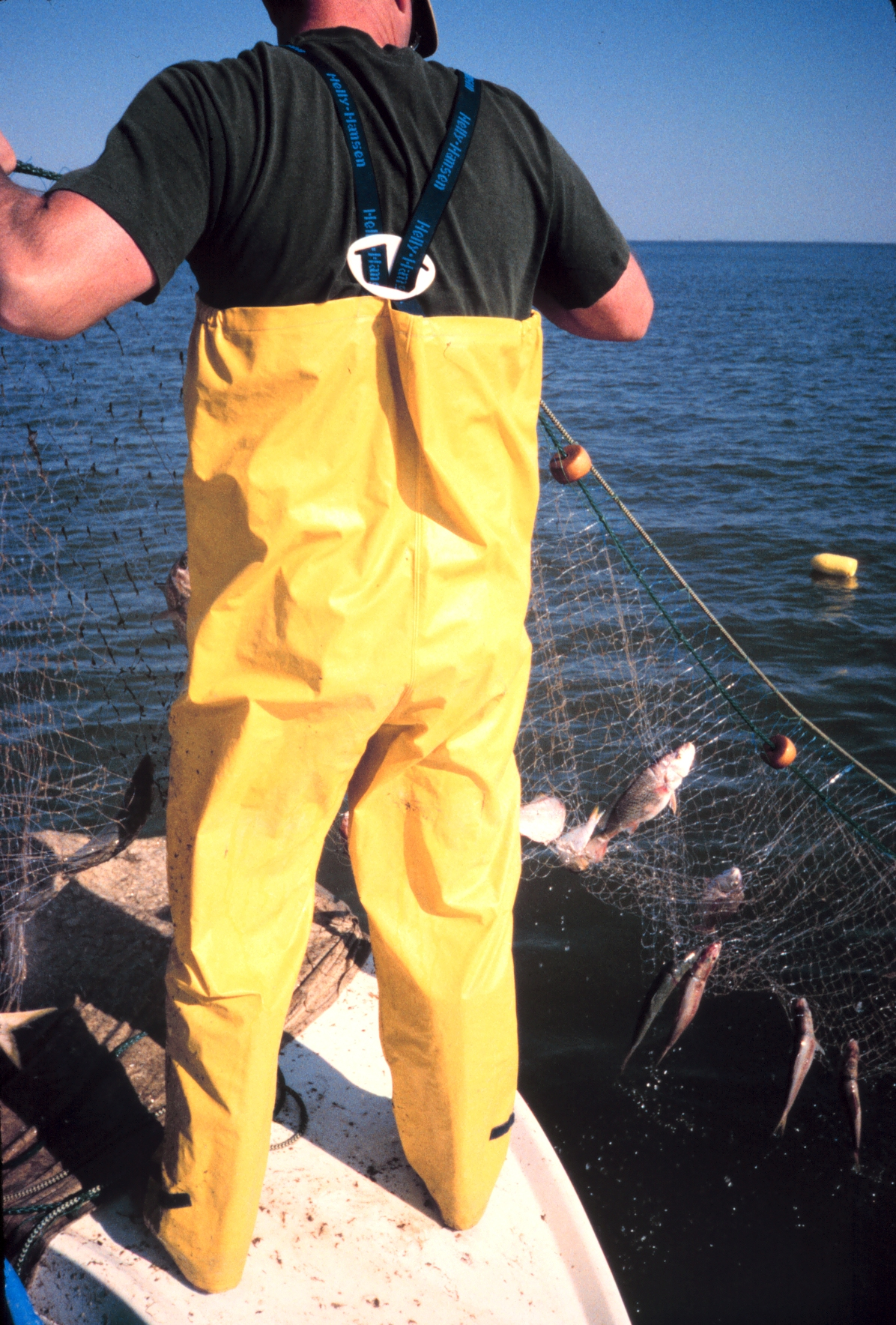
Fiskebyxor under användning

Fiskebyxor avser vanligen den sorts galonbyxor som används vid yrkesfiske och inom fiskeindustrin, men används även om de vadarbyxor sportfiskare använder för att kunna gå ut på djupare vatten.